# イーストマン・ジョンソン
イーストマン・ジョンソン（Jonathan Eastman Johnson、1824年7月29日 - 1906年4月5日）は、アメリカ合衆国の画家である。アメリカの画家のうちヨーロッパに留学した初期の画家の一人で、風景画、肖像画を描き、アメリカ南部の人々の生活を描いた。

## 略歴
メイン州のオックスフォード郡のLovellで生まれた。父親のフィリップ・ジョンソン(Philip Carrigan Johnson)は1840年からメイン州の州務長官を務める人物で、1834年に家族と父親の務める役所のあるオーガスタに移った。1840年からボストンの版画出版業者で働いた後、有名な詩人のヘンリー・ワズワース・ロングフェローの一族の支援を受けて1842年から肖像画家として働き、当時のアメリカの有名人の肖像画を描いた。
1849年にニューヨークの美術愛好家の団体（American Art-Union）の支援を受けて、ジョージ・ヘンリー・ホール（George Henry Hall:1825-1913）とともにドイツのデュッセルドルフに渡り、デュッセルドルフ美術アカデミーに入学し、ハインリヒ・ミュッケのもとで学んだ。アメリカへ移民の息子で、デュッセルドルフで学んでいたエマヌエル・ロイツェからの個人教授も受けた。1852年にデュッセルドルフの美術家協会、「Malkasten」の会員になった。1851年のロンドン万国博覧会に参加し、1855年までオランダのデン・ハーグを拠点とし、アメリカ大使のオーガスト・ベルモント（August Belmont）に支援された。1855年にアメリカに帰国する前の数ヶ月、パリでトマ・クチュールの指導も受けた。
アメリカに帰国後は1859年まで、ワシントンやオハイオ州のシンシナティ、ウィスコンシン州のスペリオルなどに滞在し、カナダの先住民族なども画題に選んだ。1859年にニューヨークにスタジオを構えた。この年代表作の『南部の黒人の生活』を出展し、ナショナル・アカデミー・オブ・デザインの準会員となり1860年に正会員となった。作品製作の他、メトロポリタン美術館の設立などに貢献した。

## 作品

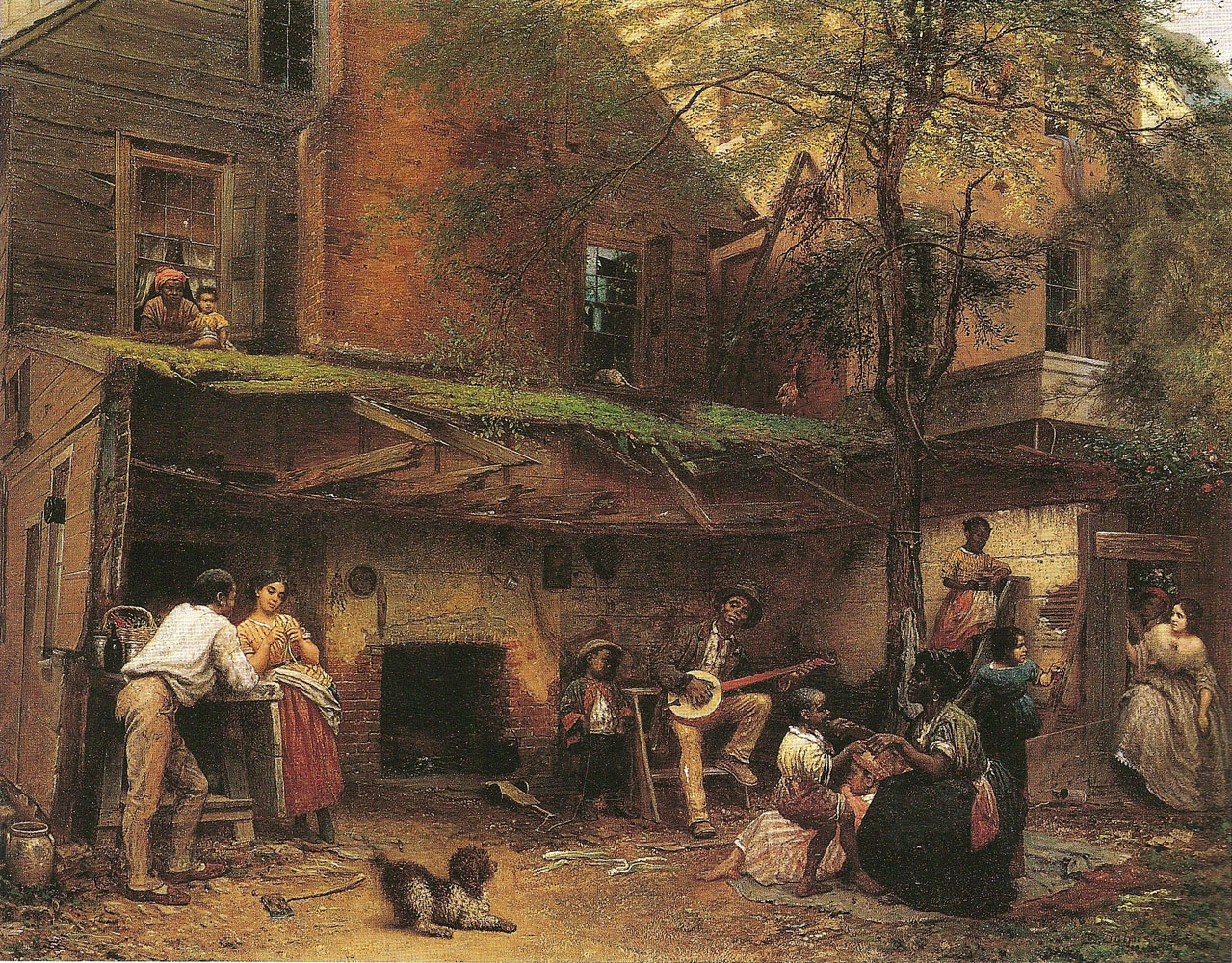
『南部の黒人の生活』(1859)
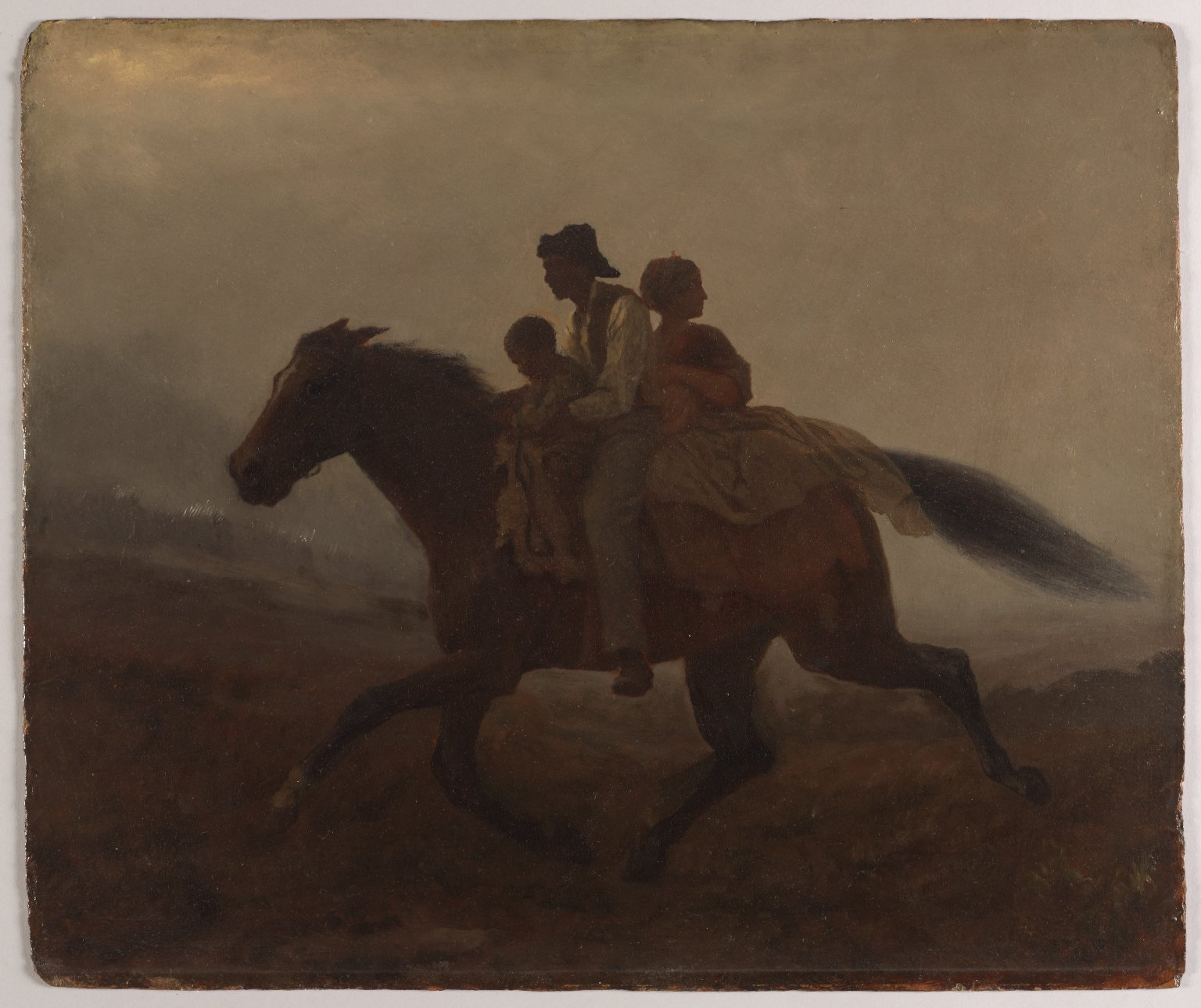
『自由への騎乗-奴隷の逃亡』 (1862頃)
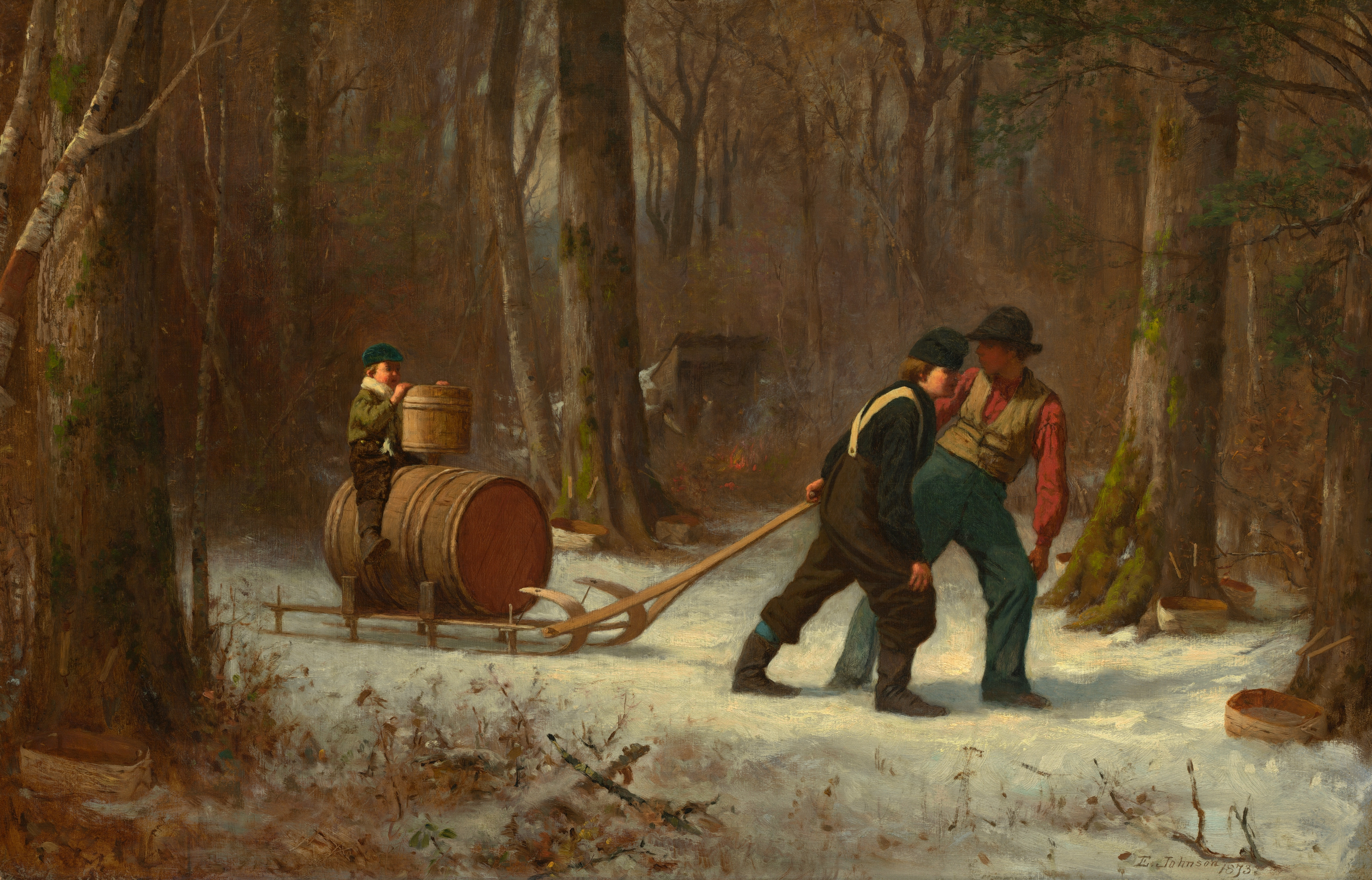
On Their Way to Camp(1873)

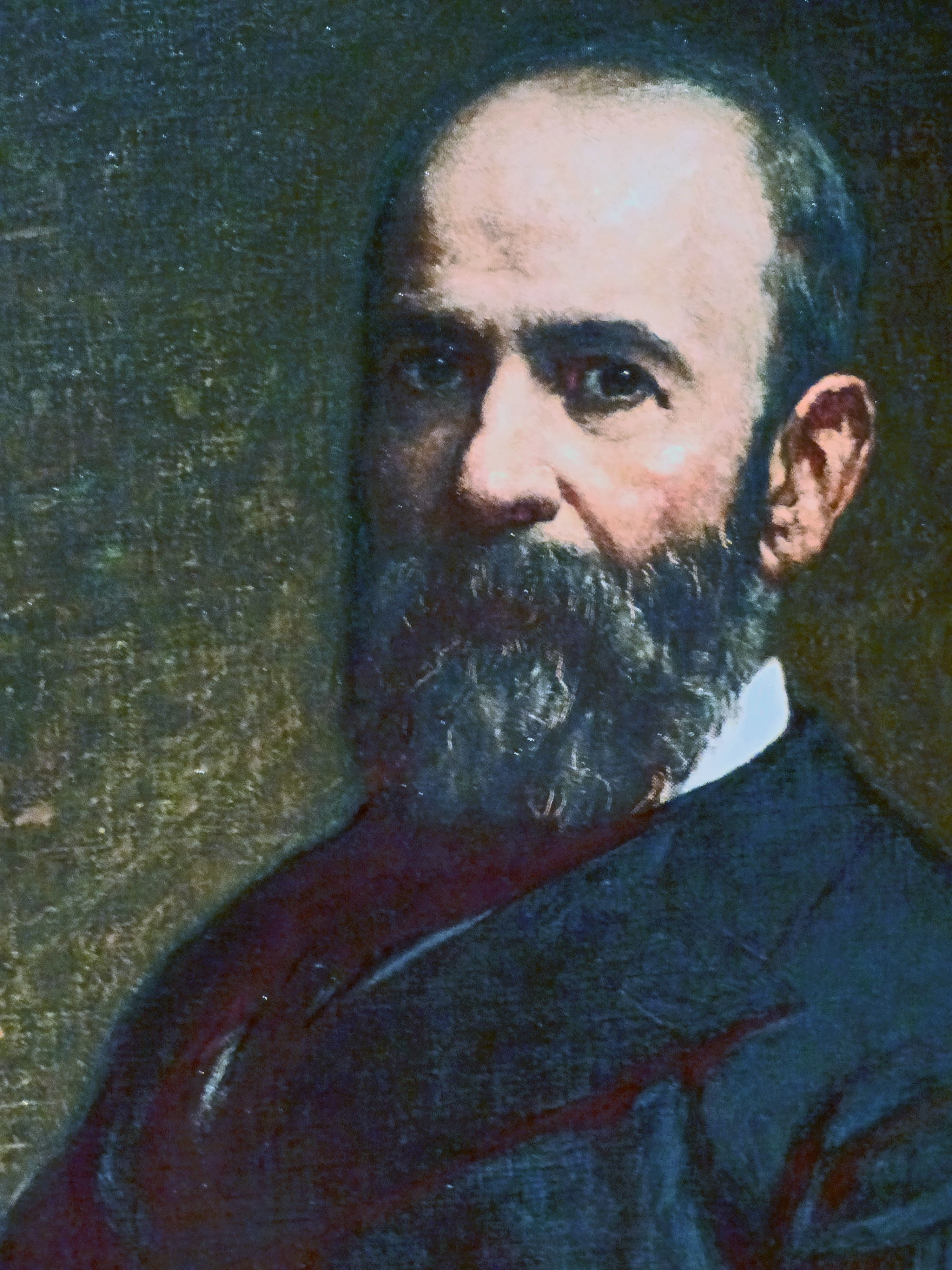
ジェイ・グールド（資本家）(1896)
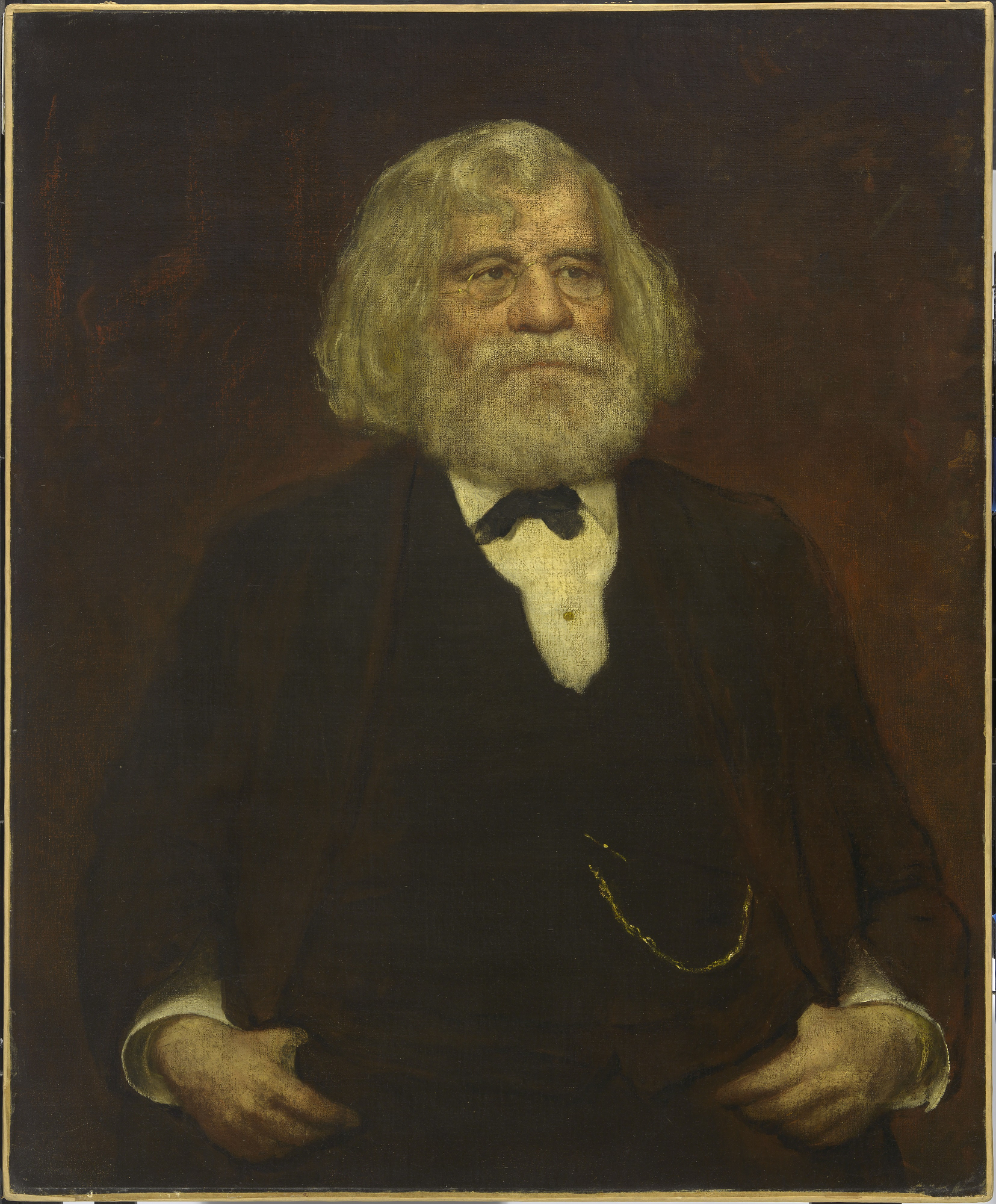
Parke Godwin(ジャーナリスト)
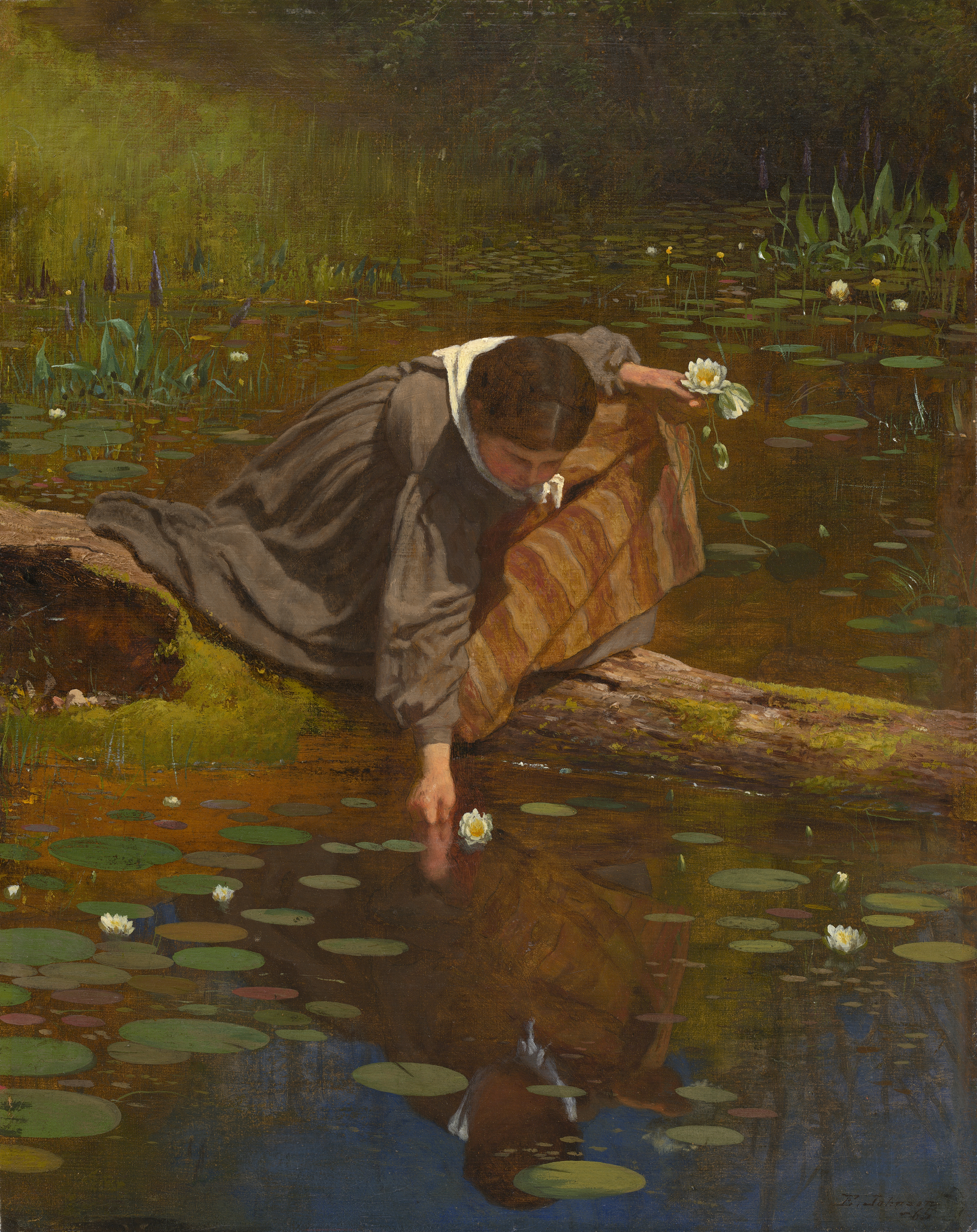
Gathering Lilies (1865),
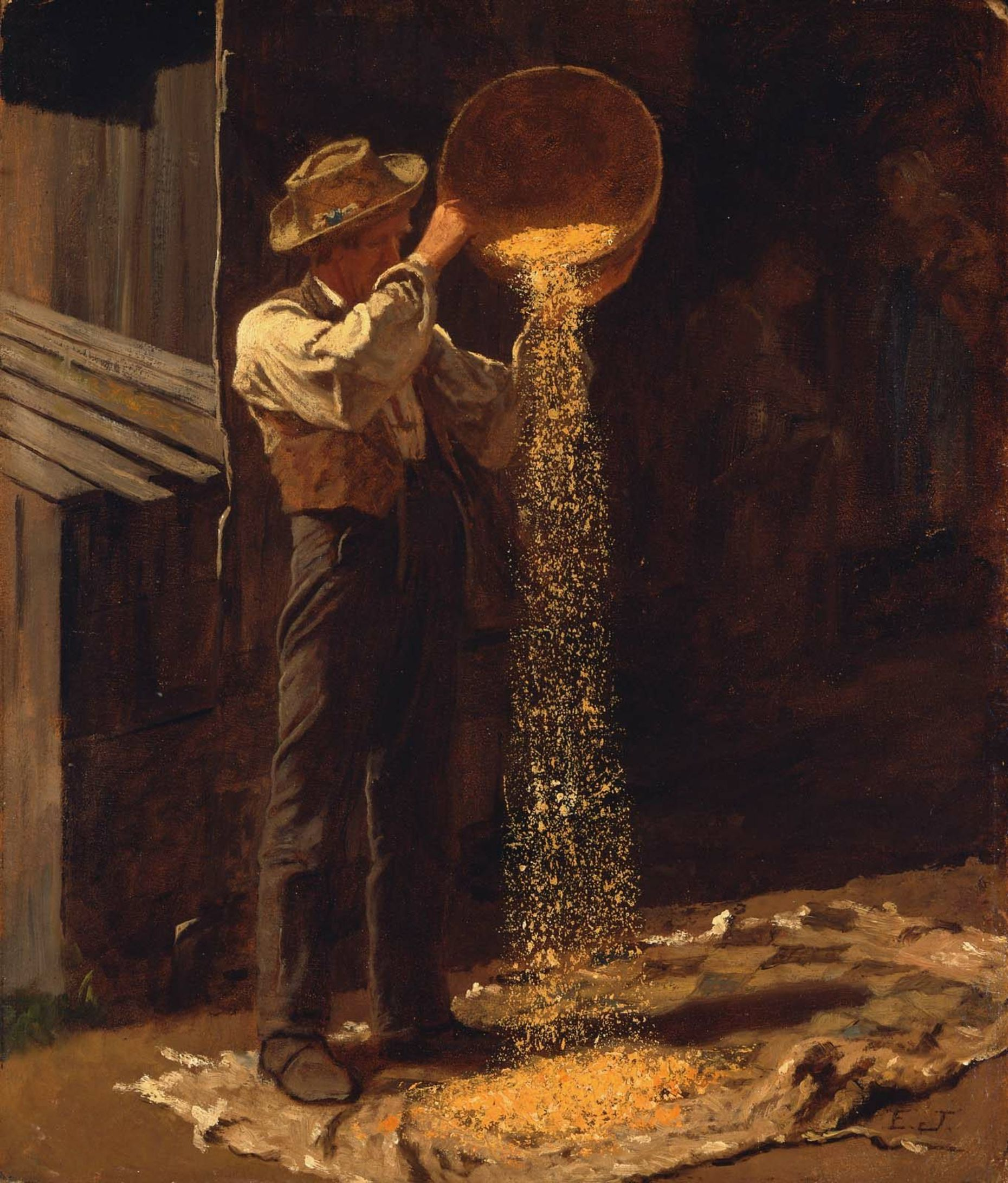
Winnowing Grain (1873-79)